# 聖瑪爾定節

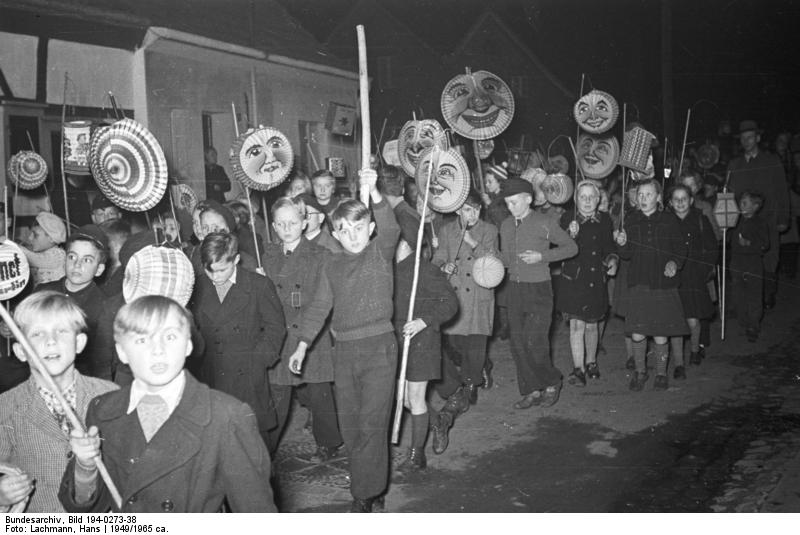
1949年一群西德的小朋友在聖瑪爾定節提著燈籠上街

聖瑪爾定節（英语：St. Martin's Day）也譯為聖馬丁日，是每年11月11日，為慶祝天主教聖人瑪爾定的慶日而舉辦的宗教傳統節日。主要是在歐洲慶祝，雖然是天主教的聖人慶日，但由於重要宗教改革家馬丁·路德是在該日受洗，因此德國基督新教團體也會以大同小異的方式慶祝該節日。

## 源起

### 聖瑪爾定

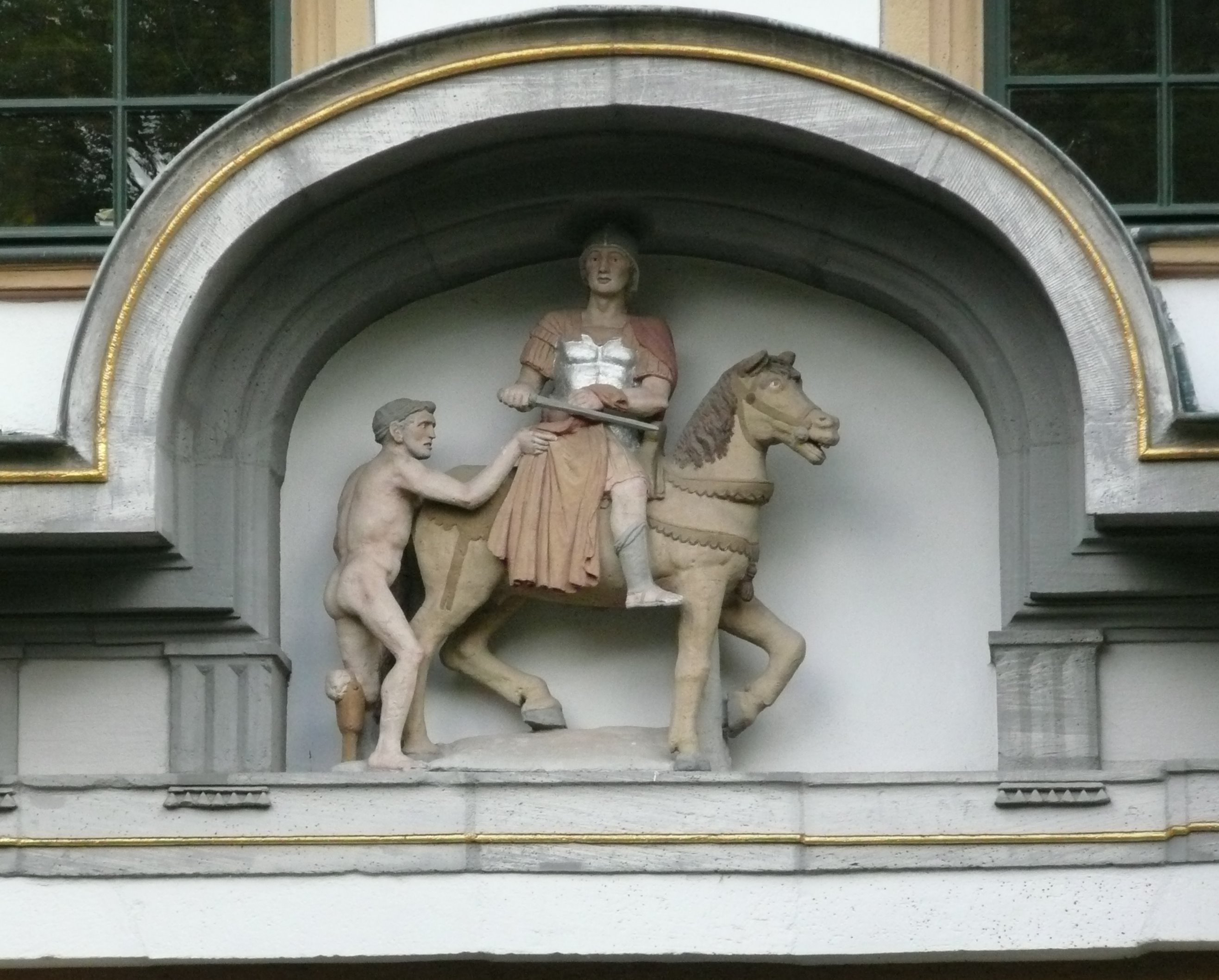
描述軍人瑪爾定割袍和乞丐分享之事蹟的雕像

瑪爾定（316-397）是4世紀初的一名前羅馬軍人，因為認為當軍人與自己的信仰衝突而退伍轉而隱修，並在多年後被推選為都爾的主教。關於他最著名的傳說是他還在軍隊中時，在一次的暴風雪時割下自己一半的衣袍和一名乞丐分享，以免穿破衣的乞丐被凍死，而在該則傳說中該乞丐後來被發現是耶穌的化身。相傳他於11月11日病逝，後來更被天主教列為聖人，因此11月11日被天主教作為聖瑪爾定的慶日，衍生為聖瑪爾定節。重要宗教改革者馬丁·路德因為是在11月11日受洗，因此被命名為馬丁，這天也被德國的新教徒一起慶祝。

## 節日習俗

### 遊行
聖瑪爾定節的夜晚會由兒童提燈籠遊街和唱相關應景歌曲來慶祝該日。而教堂附近也會舉行遊行，一般而言也會加上以聖瑪爾定割袍贈乞的事蹟為主題演出短劇。

### 瑪爾定鵝

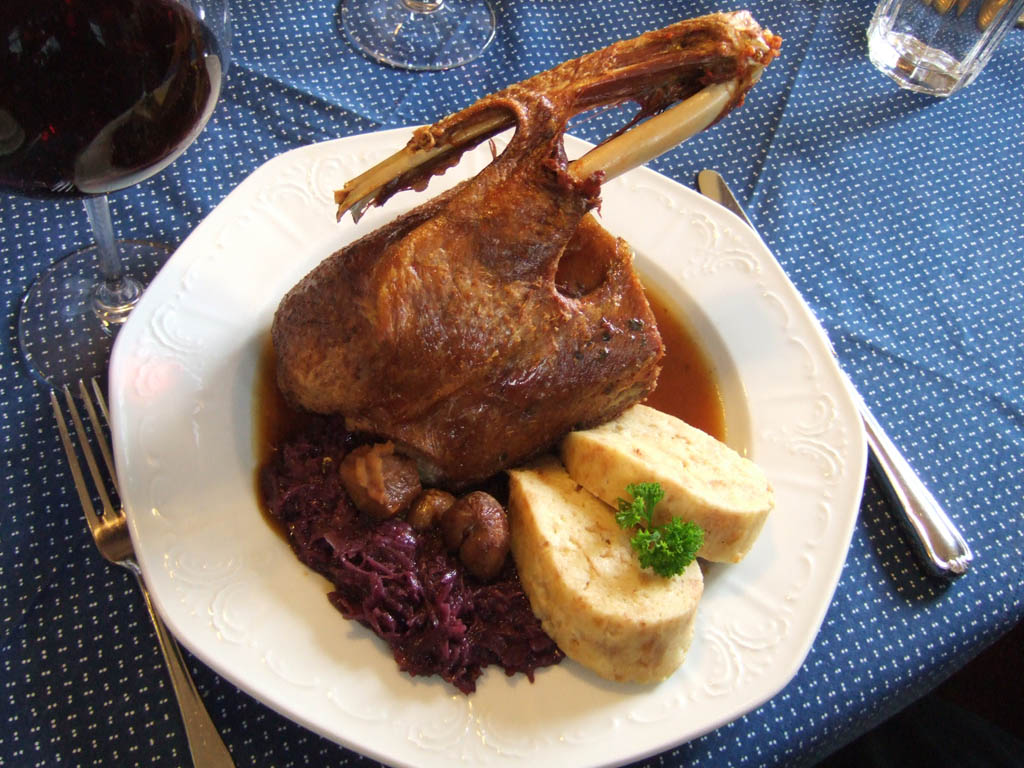
聖瑪爾定節的應景食物瑪爾定鵝

節慶的代表性應景食物為瑪爾定鵝（Martinsgans），也就是烤全鵝。
聖瑪爾定與鵝之間有著二則傳說，一說是當他被推舉為都爾的主教時，為了拒絕這項職務，他躲到了鵝舍中，卻被鵝的叫聲出賣。另一說是當他一次講道時被闖入教堂的一群鵝打亂，於是這些鵝就被送上了餐桌至今。
這項習俗較可能的理由是因為早年鵝是歲末時節方便的納稅品及給僱工的遣散禮物。11月11日的聖瑪爾定節剛好和歲末時節重疊，因此烤鵝成了當季的應景食物。

### 狂歡節
按德國北威州的民俗，11月11日聖瑪爾定節這天公告次年狂歡節的到來，因爲歷史上聖瑪爾定節之後直到聖誕節都是齋月，聖瑪爾定節是可以暴飲暴食的最後一天，類似狂歡節。

### 栗子節
澳門土生葡人社群也慶祝聖瑪爾定節，享用葡萄酒和栗子，故又稱為「栗子節」。澳門公立學校自1999年起舉辦「栗子節嘉年華」。